# Città di Malta
Questo è un elenco delle città di Malta.

## Descrizione
Le città non sono considerate nella suddivisione amministrativa maltese date le loro ridotte dimensioni rispetto allo standard europeo.
Le città di Malta sono considerate tali, perché hanno ricevuto la designazione di "città" ad un certo punto durante la loro storia. Nel diritto maltese, non si fa distinzione tra città, paesi e villaggi; e lo status di città è puramente onorifico.
Malta è divisa in 68 località, ciascuna gestita da un consiglio locale. I consigli locali di Malta che hanno lo status di città dispongono di una corona murale sulla cresta del loro stemma.

## Elenco
| Nome della città | Titolo onorifico             | Anno di concessione | Regione     | Immagine | Popolazione (2014) | Note |
| ---------------- | ---------------------------- | ------------------- | ----------- | -------- | ------------------ | --- |
| Birchircara      |                              |                     | Orientale   |          | 22 508             | |
| Vittoriosa       | Città Vittoriosa             | 1530                | Porto       |          | 2 629              | Capitale dal 1530 al 1571. Lo status di città fu confermato anche dopo il Grande Assedio di Malta nel 1565. |
| Cospicua         | Città Cospicua               | 1722                | Porto       |          | 5 395              | Lo status di città venne concesso nel 1722 dal Gran Maestro Marc'Antonio Zondadari. |
| Mdina            | Città Notabile Città Vecchia |                     | Occidentale |          | 306                | Capitale dall'antichità al 1530. |
| Qormi            | Città Pinto                  | 1743                | Meridionale |          | 16 779             | Status di città concesso il 25 maggio 1743 dal Gran Maestro Manuel Pinto da Fonseca, su richiesta di don Giuseppe Vella. |
| Rabat            | Città Victoria               | 1887                | Gozo        |          | 6 901              | Capitale di Gozo. Il titolo di città fu concesso il 10 giugno 1887 dalla Regina Vittoria, a seguito di una petizione inoltrata dal Vescovo Pietro Pace e dal Presidente della Corte Suprema maltese Adrian Dingli in occasione del giubileo d'oro. |
| Senglea          | Città Invicta                | 1565                | Porto       |          | 2 784              | Ottiene lo status di Città dopo il Grande Assedio di Malta nel 1565 . |
| Siġġiewi         | Città Ferdinand              | 1797                | Occidentale |          | 8 367              | Lo status di città fu concesso il 30 dicembre 1797 da Gran Maestro Ferdinand von Hompesch zu Bolheim, a seguito di una petizione fatta da Don Salvatore Corso e dagli abitanti.                                                                    |
| La Valletta      | Città Umilissima             | 1571                | Porto       |          | 6 444              | Città capitale dal 18 marzo 1571. |
| Zabbar           | Città Hompesch               | 1797                | Porto       |          | 15 404             | Titolo di città concesso il 14 settembre 1797 dal Gran Maestro Ferdinand von Hompesch zu Bolheim, a seguito dell'istanza di Don Carlo Caruana. Per commemorare l'evento, nel 1801 è stata costruita la Porta di Hompesch.                          |
| Żebbuġ           | Città Rohan                  | 1777                | Occidentale |          | 11 903             | Diventata città il 21 giugno 1777, su concessione del Gran Maestro Emmanuel de Rohan-Polduc, su richiesta degli abitanti. A memoria dell'evento, nel 1798 è stato eretto l'arco denominato De Rohan Arch.                                          |
| Żejtun           | Città Beland                 | 1797                | Meridionale |          | 11 508             | Titolo di città concesso il 30 dicembre 1797 dal Gran Maestro Ferdinand von Hompesch zu Bolheim, a seguito della richiesta inoltrata da Don Giacomo Michele Tortella e dagli abitanti.                                                             |